# Anolacia
Anolacia is een geslacht van weekdieren uit de klasse van de Gastropoda (slakken).

## Soorten
- Anolacia aperta (G. B. Sowerby I, 1825)
- Anolacia bozzettii Prati, 1995
- Anolacia mauritiana (G. B. Sowerby I, 1830)